# 中山明日実
中山 明日実（なかやま あすみ、1987年10月25日 - ）は日本のタレント、ラジオパーソナリティ、アナウンサー。生島企画室所属。ハーモニープロモーション業務提携。￼本名、小川明日実(おがわ あすみ)。

## 来歴・人物
埼玉県さいたま市出身。学生時代はバスケットボールに打ち込み、（ポジションはポイントガード）として児玉町立児玉中学校（現本庄市立児玉中学校）をキャプテンとして全中優勝に導いた。
高校は福岡県の中村学園女高に進学。1年生からスタートの座を獲得。2年時から2年間キャプテンを務め、2年時のインターハイ、ベスト4、国体準優勝、選抜ベスト8。また3年時はインターハイはベスト8と結果を残せなかったものの、国体で準優勝、最後の大会であるウィンターカップで優勝する。高校時代のチームメイトに藤吉佐緒里（シャンソンVマジック所属）がいる。またウィンターカップの決勝戦では桜花学園高等学校と対戦し、東京オリンピックで銀メダンを獲得したバスケットボール女子日本代表のキャプテン 高田真希(デンソーアイリス所属)とも対戦。JX-ENEOSサンフラワーズに所属してい吉田亜沙美とはライバル関係であった。 バスケットボール女子日本代表合宿のU-15, U-18に参加。
高校卒業後は奨学金を受けて米国のユタバレー州立大学へバスケットボール留学のため渡米。入学後、1年生からレギュラーとして出場し、4年生の時にはチームキャプテンを務め、日本人で初めてカンファレンストーナメントで優勝しMVPを受賞するなど卒業まで活躍した。実業団やプロ入りはせずに大学卒業を機に競技から離れる。
帰国後はテレビ局での通訳・翻訳作業のアルバイトを続けながら、スポーツ大会でのアナウンス業務などを経験し、2011年2月16日にJ-WAVE「GROOVE LINE Z」の代打アシスタントとして出演。同月、アナウンサー志望であったこともあり生島企画室に所属、ハーモニープロモーション業務提携が決まり、4月からは代打アシスタントとして出演した「GROOVE LINE Z」のレギュラーアシスタントとして2013年3月まで出演していた。
自身のバスケット経験・海外経験より、2011年10月よりWOWOWのNBAの番組キャスターに抜擢。 
週刊NBAアクションでは、NBAレジェンドやNBA現役選手にインタビュー等を担当。また日本人選手との対談コーナーでは自身もバスケの腕を披露した。
BSフジ・カンニングのDAI安☆吉日!ではレポーターとしバラエティー番組で体を張るシーンも多くみられた。主にスポーツ番組のレポーターを担当。
2015年7月、自身のブログ、またカンニングのDAI安☆吉日!のお台場合衆国のバンジージャンプ企画にて、結婚とシンガポールへの移住を発表。
所属事務所に籍を置いたまま、活動休止。
2015年より、シンガポールでオーガニックワインのインポートビジネスの立ち上に参加。日本帰国後、カンニングのDAI安☆吉日!にて出産を報告。

## 放送出演

### テレビ
- 週刊NBAアクション（WOWOW／2011年10月 - 2015年）
- カンニングのDAI安☆吉日!（BSフジ／2012年4月 - 2015年7月）
- プロバスケ! bjリーグtv（BSフジ／2012年11月 - 2015年）
- すぽると!(FNS27時間テレビ内のコーナーに美人アスリートとして出演)（フジテレビ／2011年7月23日）

### ラジオ
- GROOVE LINE Z（J-WAVE／2011年2月16日・同年4月4日 - 2013年3月28日 ）- アシスタントナビゲーター

### イベント
- KAWAii!! MATSURi（代々木第一体育館／2013年4月20・21日）- ドコモ新サービス「dクリエイターズ」ブース　ステージMC

### 雑誌連載
- 月刊バスケットボール『中山明日実のアメリカ挑戦日記』（2006年 - 2010年）